# Don't Tell Everything
Don't Tell Everything is een Amerikaanse dramafilm uit 1921 onder regie van Sam Wood. De film is wellicht zoekgeraakt.

## Verhaal
Cullen Dale en Harvey Gilroy zijn allebei verliefd op Marian Westover. Vanwege zijn vriendschap met Cullen doet Harvey echter een stapje opzij. Hun vriendin Jessica Ramsey is meteen jaloers op Marian. Ze nodigt het koppel uit voor een tochtje in de bergen. Tijdens hun bergtocht trouwen Marian en Cullen in het geheim.

## Rolverdeling
| Acteur           | Personage        |
| ---------------- | ---------------- |
| Wallace Reid     | Cullen Dale      |
| Gloria Swanson   | Marian Westover  |
| Elliott Dexter   | Harvey Gilroy    |
| Dorothy Cumming  | Jessica Ramsey   |
| Genevieve Blinn  | Mevrouw Morgan   |
| K.T. Stevens     | Nicht van Cullen |
| Charles De Briac | Tweelingbroer    |
| Raymond De Briac | Tweelingbroer    |